# موتور مراد هشتوگانی چاه حسن
موتور مراد هشتوگانی چاه حسن یک منطقهٔ مسکونی در ایران است که در دهستان جازموریان واقع شده‌است. موتور مراد هشتوگانی چاه حسن ۱۰۰ نفر جمعیت دارد.